# Helmut Berger (Schauspieler, 1949)
Helmut Berger (* 27. September 1949 in Graz) ist ein österreichischer Schauspieler, Regisseur und Drehbuchautor.

## Leben
Berger studierte Regie und Schauspiel von 1969 bis 1972 an der Hochschule für Musik und Darstellende Kunst Graz. Seit 1972 ist er als Schauspieler und Regisseur am Theater, seit 1981 auch mit zahlreichen Arbeiten überwiegend als Darsteller in Film und Fernsehen tätig. Sein älterer Bruder Wolfram ist auch Schauspieler.

## Filmografie (Auswahl)
| Drehbuch und Regie - 1986: Du mich auch - 1990: Nie im Leben - 1994: Bauernschach - 2010: Dirty Days Als Schauspieler - 1982: Flüchtige Bekanntschaften - 1986: Lenz oder die Freiheit - 1987: Tatort: Atahualpa (Fernsehreihe) - 1987: Der gläserne Himmel - 1988: A.D.A.M. - 1990: Nie im Leben - 1991: Einmal Arizona - 1992: Thea und Nat - 1993: Das Sahara-Projekt - 1993: Tatort: Stahlwalzer - 1993: Julian H. entführt – Qualen einer Mutter - 1994: Polizeiruf 110: Lauf, Anna, lauf! - 1994: Nachtrunden - 1994: Tödliche Wahrheit - 1994: Bauernschach - 1995: Exit II – Verklärte Nacht - 1995: Brüder auf Leben und Tod - 1995: Polizeiruf 110: Abgründe - 1996: Verdammt, er liebt mich - 1996: Stille Wasser - 1997: Die Männer vom K3 – Blutsverwandtschaft - 1997: Tatort: Alptraum - 1997: Tatort: Morde ohne Leichen - 1997: Coming In - 1998: Anwalt Abel – Todesurteil für eine Dirne - 1998: Kommissar Rex – Lebendig begraben - 1998: Alarm für Cobra 11 – Ein Leopard läuft Amok - 1999: Alma - 1999: Die Häupter meiner Lieben - 1999: Doppeltes Dreieck - 1999: Sturmzeit (4/5) - 2000: Die Ehre der Strizzis (TV) - 2000: T.E.A.M. Berlin – Der Verrat - 2000: Probieren Sie’s mit einem Jüngeren - 2000: Ein lasterhaftes Pärchen | - 2000: Doppelter Einsatz – Wettlauf mit dem Tod - 2001: Tatort: Böses Blut - 2002: Die Verbrechen des Professor Capellari – Eine ehrenwerte Gesellschaft - 2002: Schneemann sucht Schneefrau - 2002: Die Männer vom K3 – Freier Fall - 2003: Kein Weg zurück - 2004: Tatort: Tod unter der Orgel - 2005: Donna Leon – Beweise, dass es böse ist - 2005: Die Leibwächterin - 2005–2008: Mutig in die neuen Zeiten (Fernsehreihe) - 2005: Im Reich der Reblaus - 2006: Nur keine Wellen - 2008: Alles anders - 2006: Agathe kann’s nicht lassen – Mord mit Handicap - 2007: Tatort: Der Finger - 2008: Der Nikolaus im Haus - 2008: Der Besuch der alten Dame - 2008: Morgen räum ich auf - 2009: Detektiv wider Willen - 2009: Bleib bei mir - 2009: Tango im Schnee - 2009: Wilsberg: Doktorspiele - 2010: Dirty Days - 2011: Die Abstauber - 2011: Inga Lindström: Svens Vermächtnis - 2011: Sommerlicht - 2012: Die Rache der Wanderhure - 2013: Unter Verdacht – Das Blut der Erde - 2013: Spieltrieb - 2014: Der letzte Tanz - 2016: Pregau – Kein Weg zurück - 2018: Der Bestatter (Fernsehserie) - 2018: Dahoam is Dahoam (Fernsehserie) – Folge 2194: Waldhochzeit - 2019: Die Schattenfreundin - 2019: Unter Verdacht – Evas letzter Gang - 2020: Landkrimi – Steirerwut (Fernsehreihe) - 2020: SOKO Kitzbühel – Worst Case Scenario (Fernsehserie) - 2021: 29 Folgen von Dahoam is Dahoam (Fernsehserie) |

## Theater (Auswahl)

### Echoraum Wien
- 2010: egmont ein Stück. Von Ernst Jandl. Inszenierung: Joseph Hartmann[2]

## Auszeichnungen
- 1987: Zürcher Filmpreis für Du mich auch
- 1991: Max-Ophüls-Preis für Nie im Leben